# Weymouth Wales Football Club
Maillots
Le Weymouth Wales Football Club est un club de la Barbade de football, basé à Carrington Village, dans la paroisse de Saint Michael. Il joue néanmoins ses rencontres à domicile au Wildey Astro Turf de Bridgetown, la capitale de l'île. Avec dix-sept titres, c'est de loin le meilleur club du championnat national.

## Repères historiques
Fondé en 1962 sous le nom de New South Wales FC, Weymouth Wales remporte son premier titre national deux ans après sa fondation. Son palmarès compte actuellement dix-sept titres de champions et onze Coupes nationales. Il devient le Pan-Am Wales FC à partir de 1973 avant de prendre son nom actuel en 1978.
Malgré ses nombreux succès en championnat, il n'a participé qu'à deux reprises à des compétitions internationales. En 1985, il s'engage en Coupe des champions de la CONCACAF où il est opposé au Club sportif moulien, de la Guadeloupe lors du premier tour. Après une défaite au match aller, le club barbadien déclare forfait pour le match retour et quitte donc prématurément la compétition. La refonte de la CFU Club Championship permet au Weymouth Wales de faire son retour sur la scène continentale lors de l'édition 2018.

## Palmarès
- Championnat de la Barbade (20)
  - Champion : 1964, 1967, 1969, 1970, 1971, 1972, 1973, 1974, 1975, 1976, 1978, 1981, 1984, 1986, 2012, 2017, 2018, 2023, 2024

- Coupe de la Barbade (12)
  - Vainqueur : 1967, 1969, 1970, 1972, 1975, 1984, 1987, 2011, 2014, 2016, 2017, 2019.
  - Finaliste: 1993, 2003.